# Welsh voetbalelftal in 2008
Het Welsh voetbalelftal speelde in totaal tien interlands in het jaar 2008, waaronder vier wedstrijden in de kwalificatiereeks voor de WK-eindronde 2010 in Zuid-Afrika. De selectie stond voor het vierde opeenvolgende jaar onder leiding van bondscoach John Toshack. Hij was de opvolger van Mark Hughes, die opstapte na de 3-2 nederlaag tegen Polen op 13 oktober 2004. Op de FIFA-wereldranglijst zakte Wales in 2008 van de 58ste (januari 2008) naar de 60ste plaats (december 2008).

## Balans
| Wedstrijden | Wedstrijden | Wedstrijden | Wedstrijden | Doelpunten | Doelpunten | Doelpunten | Punten |
| Gespeeld    | Winst       | Gelijk      | Verlies     | Voor       | Tegen      | Saldo      | Punten |
| ----------- | ----------- | ----------- | ----------- | ---------- | ---------- | ---------- | ------ |
| 10          | 6           | 0           | 4           | 12         | 7          | +5         | 1.200  |

## Interlands
|                                                                 |                                                     |       |           |                                                                                   |
| 6 februari Vriendschappelijk № 557 «onderlinge duels» 20:15 uur | Wales                                               | 3 – 0 | Noorwegen | Racecourse Ground, Wrexham Toeschouwers: 7.000 Scheidsrechter: David McKeon (IRL) |
| 6 februari Vriendschappelijk № 557 «onderlinge duels» 20:15 uur | Carl Fletcher 15' Jason Koumas 62' Jason Koumas 89' |       |           | Racecourse Ground, Wrexham Toeschouwers: 7.000 Scheidsrechter: David McKeon (IRL) |

|                                                               |           |                                         |       |                                                                                       |
| 26 maart Vriendschappelijk № 558 «onderlinge duels» 20:15 uur | Luxemburg | 0 – 2                                   | Wales | Stade Josy Barthel, Luxemburg Toeschouwers: 1.879 Scheidsrechter: Björn Kuipers (NED) |
| 26 maart Vriendschappelijk № 558 «onderlinge duels» 20:15 uur |           | 37' Freddy Eastwood 46' Freddy Eastwood |       | Stade Josy Barthel, Luxemburg Toeschouwers: 1.879 Scheidsrechter: Björn Kuipers (NED) |

|                                                             |         |                |       |                                                                                      |
| 28 mei Vriendschappelijk № 559 «onderlinge duels» 20:35 uur | IJsland | 0 – 1          | Wales | Laugardalsvöllur, Reykjavik Toeschouwers: 5.322 Scheidsrechter: Adrian McCourt (NIR) |
| 28 mei Vriendschappelijk № 559 «onderlinge duels» 20:35 uur |         | 44' Ched Evans |       | Laugardalsvöllur, Reykjavik Toeschouwers: 5.322 Scheidsrechter: Adrian McCourt (NIR) |

|                                                             |                                      |       |       |                                                                           |
| 1 juni Vriendschappelijk № 560 «onderlinge duels» 14:00 uur | Nederland                            | 2 – 0 | Wales | De Kuip, Rotterdam Toeschouwers: 49.000 Scheidsrechter: Felix Brych (GER) |
| 1 juni Vriendschappelijk № 560 «onderlinge duels» 14:00 uur | Arjen Robben 35' Wesley Sneijder 54' |       |       | De Kuip, Rotterdam Toeschouwers: 49.000 Scheidsrechter: Felix Brych (GER) |

|                                                                  |                  |       |                                     |                                                                                 |
| 20 augustus Vriendschappelijk № 561 «onderlinge duels» 21:05 uur | Wales            | 1 – 2 | Georgië                             | Millennium Stadium, Cardiff Toeschouwers: 6.435 Scheidsrechter: Matej Jug (SLO) |
| 20 augustus Vriendschappelijk № 561 «onderlinge duels» 21:05 uur | Jason Koumas 16' |       | 66' Levan Kenia 90' Beka Gotsiridze | Millennium Stadium, Cardiff Toeschouwers: 6.435 Scheidsrechter: Matej Jug (SLO) |

|                                                                |               |       |              |                                                                                           |
| 6 september WK-kwalificatie № 562 «onderlinge duels» 15:00 uur | Wales         | 1 – 0 | Azerbeidzjan | Millennium Stadium, Cardiff Toeschouwers: 17.106 Scheidsrechter: Aleksandar Stavrev (MKD) |
| 6 september WK-kwalificatie № 562 «onderlinge duels» 15:00 uur | Sam Vokes 83' |       |              | Millennium Stadium, Cardiff Toeschouwers: 17.106 Scheidsrechter: Aleksandar Stavrev (MKD) |

|                                                                 |                                                    |       |                |                                                                                    |
| 10 september WK-kwalificatie № 563 «onderlinge duels» 16:00 uur | Rusland                                            | 2 – 1 | Wales          | Lokomotiv Stadion, Moskou Toeschouwers: 28.000 Scheidsrechter: Damir Skomina (SLO) |
| 10 september WK-kwalificatie № 563 «onderlinge duels» 16:00 uur | Roman Pavlyuchenko 22' (pen.) Pavel Pogrebnjak 81' |       | 67' Joe Ledley | Lokomotiv Stadion, Moskou Toeschouwers: 28.000 Scheidsrechter: Damir Skomina (SLO) |

|                                                               |                                         |       |               |                                                                                         |
| 11 oktober WK-kwalificatie № 564 «onderlinge duels» 17:30 uur | Wales                                   | 2 – 0 | Liechtenstein | Millennium Stadium, Cardiff Toeschouwers: 13.356 Scheidsrechter: Thomas Vejlgaard (DEN) |
| 11 oktober WK-kwalificatie № 564 «onderlinge duels» 17:30 uur | Dave Edwards 42' Mario Frick 80' (e.d.) |       |               | Millennium Stadium, Cardiff Toeschouwers: 13.356 Scheidsrechter: Thomas Vejlgaard (DEN) |

|                                                               |                      |       |       |                                                                                           |
| 15 oktober WK-kwalificatie № 565 «onderlinge duels» 19:45 uur | Duitsland            | 1 – 0 | Wales | Borussia-Park, Mönchengladbach Toeschouwers: 45.000 Scheidsrechter: Laurent Duhamel (FRA) |
| 15 oktober WK-kwalificatie № 565 «onderlinge duels» 19:45 uur | Piotr Trochowski 72' |       |       | Borussia-Park, Mönchengladbach Toeschouwers: 45.000 Scheidsrechter: Laurent Duhamel (FRA) |

|                                                                  |            |                   |       |                                                                                   |
| 19 november Vriendschappelijk № 566 «onderlinge duels» 19:15 uur | Denemarken | 0 – 1             | Wales | Brøndbystadion, Brøndby Toeschouwers: 10.271 Scheidsrechter: Michael Weiner (GER) |
| 19 november Vriendschappelijk № 566 «onderlinge duels» 19:15 uur |            | 77' Craig Bellamy |       | Brøndbystadion, Brøndby Toeschouwers: 10.271 Scheidsrechter: Michael Weiner (GER) |

## FIFA-wereldranglijst
| JAN | FEB | MAR | APR | MEI | JUN | JUL | AUG | SEP | OKT | NOV | DEC |
| --- | --- | --- | --- | --- | --- | --- | --- | --- | --- | --- | --- |
| 58  | 54  | 53  | 52  | 52  | 53  | 54  | 51  | 53  | 61  | 62  | 60  |

## Statistieken
| Wayne Hennessey   | 1987-01-24 | Wolverhampton W.       | 7 | 0 | 0 |    |    |
| Boaz Myhill       | 1982-11-09 | Hull City              | 2 | 1 | 0 |    |    |
| Lewis Price       | 1984-07-19 | Luton Town             | 1 | 1 | 0 |    |    |
| Verdediging       |            |                        |   |   |   |    |    |
| Craig Morgan      | 1985-06-16 | Peterborough United    | 9 | 0 | 0 |    |    |
| Ashley Williams   | 1984-08-23 | Swansea City           | 9 | 0 | 0 | 8  | 0  |
| Chris Gunter      | 1989-07-21 | Nottingham Forest      | 8 | 0 | 0 |    |    |
| Lewin Nyatanga    | 1988-08-18 | Derby County           | 5 | 0 | 0 |    |    |
| Sam Ricketts      | 1981-10-11 | Hull City              | 4 | 3 | 0 |    |    |
| Neal Eardley      | 1988-11-06 | Oldham Athletic        | 2 | 4 | 0 |    |    |
| James Collins     | 1983-08-23 | West Ham United        | 2 | 1 | 0 |    |    |
| Richard Duffy     | 1985-08-30 | Millwall FC            | 0 | 1 | 0 |    |    |
| Steve Evans       | 1979-02-26 | TNS Llansantffraid     | 0 | 1 | 0 |    |    |
| Middenveld        |            |                        |   |   |   |    |    |
| Jason Koumas      | 1979-09-20 | Wigan Athletic         | 8 | 0 | 3 |    |    |
| Carl Fletcher     | 1980-04-07 | Plymouth Argyle        | 8 | 0 | 1 |    |    |
| David Edwards     | 1986-02-03 | Wolverhampton W.       | 7 | 1 | 1 |    |    |
| Simon Davies      | 1979-10-23 | Fulham FC              | 7 | 0 | 0 |    |    |
| Joe Ledley        | 1987-01-23 | Cardiff City           | 5 | 0 | 1 |    |    |
| Gareth Bale       | 1989-07-16 | Tottenham Hotspur      | 5 | 0 | 0 |    |    |
| Carl Robinson     | 1976-10-13 | Toronto FC             | 4 | 3 | 0 |    |    |
| Jack Collison     | 1988-10-02 | West Ham United        | 2 | 1 | 0 |    |    |
| Paul Parry        | 1980-08-19 | Cardiff City           | 1 | 0 | 0 |    |    |
| Aaron Ramsey      | 1990-12-26 | Arsenal FC             | 1 | 0 | 0 |    |    |
| Andrew Crofts     | 1984-05-29 | Wrexham FC             | 0 | 3 | 0 |    |    |
| Owain Tudur-Jones | 1984-10-15 | Swindon Town           | 0 | 3 | 0 |    |    |
| David Cotterill   | 1987-12-04 | Sheffield United       | 0 | 2 | 0 |    |    |
| David Vaughan     | 1983-02-18 | Blackpool FC           | 0 | 1 | 0 |    |    |
| Aanval            |            |                        |   |   |   |    |    |
| Freddy Eastwood   | 1983-10-29 | Coventry City          | 5 | 0 | 2 |    |    |
| Craig Bellamy     | 1979-07-13 | Manchester City        | 3 | 2 | 1 | 54 | 16 |
| Sam Vokes         | 1989-10-21 | Wolverhampton W.       | 2 | 4 | 1 |    |    |
| Chedwyn Evans     | 1988-12-28 | Manchester City        | 1 | 6 | 2 |    |    |
| Robert Earnshaw   | 1981-04-06 | Nottingham Forest      | 1 | 1 | 0 |    |    |
| Jermaine Easter   | 1982-01-15 | Colchester United      | 1 | 0 | 0 |    |    |
| Craig Davies      | 1986-01-09 | Brighton & Hove Albion | 0 | 1 | 0 |    |    |
| Danny Nardiello   | 1982-10-22 | Hartlepool United      | 0 | 1 | 0 |    |    |

FAW · A-internationals · Bondscoaches · Statistieken · Welsh vrouwenelftal · Brits olympisch elftal · Wales U21 · Wales U20 · Wales U19 · Wales U18 · Wales U17 · Wales U16
1876 – 1899 ·
1900 – 1919 ·
1920 – 1929 ·
1930 – 1939 ·
1940 – 1949 ·
1950 – 1959 ·
1960 – 1969 ·
1970 – 1979 ·
1980 – 1989 ·
1990 – 1999 ·
2000 – 2009 ·
2010 – 2019 ·
2020 − 2029
EK 2016 · 
EK 2020
WK 1958
1876 · 
1877 · 
1878 · 
1879 · 
1880 · 
1881 · 
1882 · 
1883 · 
1884 · 
1885 · 
1886 · 
1887 · 
1888 · 
1889 · 
1890 · 
1891 · 
1892 · 
1893 · 
1894 · 
1895 · 
1896 · 
1897 · 
1898 · 
1899 · 
1900 · 
1901 · 
1902 · 
1903 · 
1904 · 
1905 · 
1906 · 
1907 · 
1908 · 
1909 · 
1910 · 
1911 · 
1912 · 
1913 · 
1914 · 
1915 · 1916 · 1917 · 1918 · 1919 · 
1920 · 
1921 · 
1922 · 
1923 · 
1924 · 
1925 · 
1926 · 
1927 · 
1928 · 
1929 · 
1930 · 
1931 · 
1932 · 
1933 · 
1934 · 
1935 · 
1936 · 
1937 · 
1938 · 
1939 · 
1940 · 1941 · 1942 · 1943 · 1944 · 1945 · 
1946 · 
1947 · 
1948 · 
1949 · 
1950 · 
1952 · 
1952 · 
1953 · 
1954 · 
1955 · 
1956 · 
1957 · 
1958 · 
1959 · 
1960 · 
1961 · 
1962 · 
1963 · 
1964 · 
1965 · 
1966 · 
1967 · 
1968 · 
1969 · 
1970 · 
1971 · 
1972 · 
1973 · 
1974 · 
1975 · 
1976 · 
1977 · 
1978 · 
1979 · 
1980 · 
1981 · 
1982 · 
1983 · 
1984 · 
1985 · 
1986 · 
1987 · 
1988 · 
1989 · 
1990 · 
1991 · 
1992 · 
1993 · 
1994 · 
1995 · 
1996 · 
1997 · 
1998 · 
1999 · 
2000 · 
2001 · 
2002 · 
2003 · 
2004 · 
2005 · 
2006 · 
2007 · 
2008 · 
2009 · 
2010 · 
2011 · 
2012 · 
2013 · 
2014 · 
2015 · 
2016 · 
2017 ·
2018 ·
2019 ·
2020 ·
2021 ·
2022 ·
2023
Albanië ·
Andorra ·
Argentinië ·
Armenië ·
Australië ·
Azerbeidzjan ·
België ·
Bosnië en Herzegovina ·
Brazilië ·
Bulgarije ·
Canada ·
Chili ·
China ·
Costa Rica ·
Cyprus ·
DDR ·
Denemarken ·
Duitsland ·
Engeland ·
Estland ·
Faeröer ·
Finland ·
Frankrijk ·
Georgië ·
Gibraltar ·
Griekenland ·
Hongarije ·
Ierland ·
IJsland ·
Iran ·
Israël ·
Italië ·
Jamaica ·
Japan ·
Joegoslavië ·
Kazachstan ·
Koeweit ·
Kroatië ·
Letland ·
Liechtenstein ·
Luxemburg ·
Malta ·
Mexico ·
Moldavië ·
Montenegro ·
Nederland ·
Nieuw-Zeeland ·
Noord-Ierland ·
Noord-Macedonië ·
Noorwegen ·
Oekraïne ·
Oostenrijk ·
Panama ·
Paraguay ·
Polen ·
Portugal · 
Qatar ·
Roemenië ·
Rusland ·
San Marino ·
Saoedi-Arabië ·
Schotland ·
Servië ·
Servië en Montenegro ·
Slovenië ·
Slowakije ·
Sovjet-Unie ·
Spanje ·
Trinidad & Tobago ·
Tsjechië ·
Tsjecho-Slowakije ·
Tunesië ·
Turkije ·
Uruguay ·
Verenigde Staten ·
Wit-Rusland ·
Zuid-Korea ·
Zweden ·
Zwitserland
Engeland (2016) · 
Denemarken (2021) · 
Italië (2021) · 
Rusland (2016) ·
Slowakije (2016) · 
Turkije (2021) · 
Zwitserland (2021)